# Zexmenia aspilioides
Zexmenia aspilioides là một loài thực vật có hoa trong họ Cúc. Loài này được (Griseb.) Hassl. miêu tả khoa học đầu tiên năm 1915.